# 詹氏小鱸
詹氏小鱸（學名：Percina jenkinsi）為輻鰭魚綱鱸形目鱸亞目河鱸科的其中一種，被IUCN列為次級保育類動物，分布於美國喬治亞州、田納西州的Conasauga河流域，體長可達14公分，棲息在礫石底質的急流。